# Zenescope Entertainment
Zenescope Entertainment — издательство комиксов и графических романов. Основано в 2005 году Джо Бруша и Ральфом Тедеску, штаб-квартира расположена в Хоршеме, штате Пенсильвания... Издательство публикует цветные комиксы в жанре экшен, фэнтези и хоррор. Наиболее известна серия комиксов Grimm Fairy Tales, представляющей собой переосмысление классических сказок. Комиксы издаваемые компанией, имеют рейтинг 18+, так как содержат большую жестокость и откровенные сцены.

## История
Основатели компании, Джо Бруша и Ральф Тудеско, работали вместе над созданием сценариев более пятнадцати лет, наконец придя к идее создания компании. Zenescope Entertainment была основана в 2005 году и начала свою деятельность с серии комиксов Grimm Fairy Tales, пересматривающей классические сказки на современный манер, начавшей выходить в июне. И по сей день эта серия является одной из центральных в издании, обрастая спин-оффами.
Значительной вехой на пути издательства стала мини-серия комиксов Wonderland, переосмысливающая произведения Льюиса Кэррола. В 2006 году Ральф Тудеско и Джо Бруша взяли приняли в команду Рэйвен Грегори, и в 2007 году был выпущен первый выпуск «Return to Wonderland». В серии изображается жизнь Алисы Лиддел много лет спустя посещения Страны Чудес. Главной героиней серии является её уже взрослая дочь, Кэролл Энн. Серия представила читателю такую Страну Чудес, какой её еще никто не показывал.
Издательство набирало обороты и в 2010 году запустило еще несколько серий, таких, как Neverland, Inferno, Charmed (продолжение одноименного сериала) и многих других.
В 2011 году Zenescope Entertainment опубликовала новость, что их графический роман Monster Hunter’s Survival Guide будет экранизирован. Было объявлено, что продюсером станет Саймон Кинберг, а сниматься в фильме будет Дуэйн «Скала» Джонсон. Также в этом году был выпущен первый кроссовер компании, озаглавленный The Dream Eater Saga.

## Комиксы
- Grimm Fairy Tales № 1-70 — самая длинная серия издательства, посвященная переосмыслению классических сказок. Стартовала в июне 2005 года. Имеет несколько спин-оффов и кроссовер:
  - Wonderland
  - Myth and Legends
  - Neverland
  - Inferno
  - The Dream Eater Saga
- Spring Break
- Sins of the Fallen
- Jindai
- Se7en
- The Chronicles of Dr. Herbert West
- Stingers
- The Straw Men
- Willow Creek
- The Living Corpse
- Salem’s Daughter
- The Monster Hunters' Survival Guide
- Merc
- The Waking
- The Theater